# Syntaxtheorie
Der Terminus Syntaxtheorie bezeichnet theoretische Beschreibungs- und Erklärungsansätze, die sich mit den möglichen strukturellen Konfigurationen in Sätzen natürlicher Sprachen befassen. Hauptaugenmerk liegt dabei auf der Formulierung möglichst allgemeiner Prinzipien, aus denen sich die beobachtbaren Fakten zu möglichen und unmöglichen Sätzen, Flexionsmorphologie, Wortstellung und Kongruenz ableiten lassen. Syntaxtheorien als solche sind dabei nicht einzelsprachspezifisch, sondern erheben den Anspruch, den Rahmen für eine vollständige Beschreibung der Regeln jeder beliebigen natürlichen Sprache zu liefern. Sie streben damit an, sprachliche Universalien zu formulieren; von da aus werden gelegentlich auch direkte Vorhersagen über genetische Determination abgeleitet (siehe Nativismus, Universalgrammatik) oder über die sprachliche Ontogenese (siehe Spracherwerb, Prinzipien-und-Parameter-Theorie).
Elaborierte formale Syntaxtheorien existieren im Wesentlichen erst seit der Veröffentlichung von Noam Chomskys wegweisenden Werken Syntactic Structures (1957) und Aspects of the Theory of Syntax (1965), wobei innerhalb der linguistischen Gemeinschaft keine Einigkeit über die darin gemachten Grundannahmen herrscht. Dennoch ist die (in der Chomsky-Tradition entwickelte) Generative Grammatik nach wie vor eine höchst einflussreiche Forschungsrichtung, die allerdings in ihren neuesten Ausprägungen (siehe Minimalistisches Programm) kaum noch Gemeinsamkeiten mit der klassischen Chomsky’schen Transformationsgrammatik aufweist.
Weitere Syntaxtheorien sind:
- Dependenzgrammatik
- Funktionale Syntax
- Government-Binding-Theorie
- Optimalitätstheorie
- Kategorialgrammatik
- Lexikalisch-funktionale Grammatik
- Generalized Phrase Structure Grammar
- Head-driven Phrase Structure Grammar
- Konstruktionsgrammatik
- Tree Adjoining Grammar
- Natürlichkeitstheorie
- Role and Reference Grammar